# Something New (ER)
Something New is de tweede aflevering van het vierde seizoen van de televisieserie ER, die voor het eerst werd uitgezonden op 2 oktober 1997.

## Verhaal
Dr. Greene heeft nog steeds psychische problemen van zijn mishandeling, dit leidt tot foute diagnoses van zijn patiënten. Als dit nog niet genoeg is wordt hij door de familie van een patiënt, die overleed onder zijn toezicht, aangeklaagd voor nalatigheid. Ondertussen moet hij samen met Hathaway sollicitanten ontvangen voor de functie van baliemedewerkster. Het wordt al snel duidelijk dat zij allebei een andere mening hebben over de sollicitanten. Een sollicitante spreekt dr. Greene wel aan, terwijl deze helemaal geen ervaring heeft in dit werk.
Dr. Morgenstern is herstellende van zijn hartinfarct, onder invloed van morfine gaat hij akkoord dat dr. Weaver meer zeggenschap krijgt en zijn taken overneemt. 
Dr. Benton en zijn vriendin Carla durven het eindelijk aan om hun zoon een naam te geven, Reese Benton.
Dr. Carter krijgt een stagiair onder zijn hoede, hij komt er snel achter dat hij beter in onderzoek is dan het behandelen van patiënten.
Dr. Ross en Hathaway hebben nu een relatie, dit willen zij nog geheim houden voor hun collega's. De eerste strubbelingen in hun relatie vinden al snel plaats, dr. Ross wil een opberglade hebben bij haar thuis. 
Dr. Corday heeft nog steeds moeite om zich aan te passen in de Amerikaanse werkwijze op de SEH.

## Rolverdeling

### Hoofdrol
- Anthony Edwards - Dr. Mark Greene
- George Clooney - Dr. Doug Ross
- Noah Wyle - Dr. John Carter
- Eriq La Salle - Dr. Peter Benton
- Laura Innes - Dr. Kerry Weaver
- Alex Kingston - Dr. Elizabeth Corday
- William H. Macy - Dr. David Morgenstern
- Maria Bello - Dr. Anna Del Amico
- Jorja Fox - Dr. Maggie Doyle
- Ted Rooney - Dr. Tabash
- CCH Pounder - Dr. Angela Hicks
- Don Perry - Dr. Sam Breedlove
- Gloria Reuben - Jeanie Boulet
- Michael Beach - Al Boulet
- Julianna Margulies - verpleegster Carol Hathaway
- Ellen Crawford - verpleegster Lydia Wright
- Yvette Freeman - verpleegster Haleh Adams
- Laura Cerón - verpleegster Chuny Marquez
- Conni Marie Brazelton - verpleegster Connie Oligario
- Deezer D - verpleger Malik McGrath
- Lily Mariye - verpleegster Lily Jarvik
- Brian Lester - ambulancemedewerker Brian Dumar
- Lyn Alicia Henderson - ambulancemedewerker Pamela Olbes
- Abraham Benrubi - Jerry Markovic
- Kristin Minter - Randi Fronczak
- Lisa Nicole Carson - Carla Reese

### Gastrol
- Chad Lowe - George Henry
- Caitlin Dulany - Heather Morgan
- Danielle Harris - Laura Quentin
- James T. Callahan - Oliver
- Mariska Hargitay - Cynthia Hooper
- Sondra Blake - Ethel Hayes
- Meredith Zinner - Chasity Lee
- Roberto Alvarez - Ernesto Ruiz
- Gary Ballard - Arnold Plum

en vele andere